# Пурисименьо
Пурисименьо (Purisimeño) — мёртвый чумашский язык, на котором раньше говорил народ пурисименьо, проживающий около прибрежных территорий, около городов Ломпок и Санта-Барбара, штата Южная Калифорния в США. У пурисименьо нет взаимопонятности с другими чумашскими разновидностями. Хотя только потомки инесеньо организованы как признанное племя, существует интерес у всех чумашских потомков в восстановлении их традиционной культуры и языка. В 1999 году организован проект оживления чумашских живых языков.